# Los monólogos de la vagina
Los monólogos de la vagina es una obra teatral escrita por la feminista estadounidense Eve Ensler que se ha vuelto el epicentro de un movimiento sin ánimo de lucro que lucha en contra de la violencia de género.

## Historia
Eve Ensler escribió la primera versión de esta obra en 1996, después de entrevistar a más de 200 mujeres acerca del sexo, las relaciones amorosas y la violencia doméstica.
Eve dijo durante una entrevista para el sitio web, que las entrevistas empezaron como conversaciones casuales con sus amigas, quienes le contaron anécdotas que habían oído de otras amigas, y así se inició la cadena de relatos que dio origen a la obra.
Ensler escribió los monólogos para "celebrar la vagina", describiéndola como superior al pene masculino, debido al hecho de que está conectada con el clítoris, el único órgano humano que no tiene otro propósito que el de dar placer. En algunos países se conoce con el título de Los monólogos vaginales.
Los monólogos de la vagina se estrenó el 3 de octubre de 1996 en el Centro de Arte HERE de Nueva York. La obra original incluía una sola actriz, Ensler, dándole vida a una docena de personajes relatando sus historias. La edad, actitud y estado de ánimo de los personajes varía, pero todos los monólogos están relacionados con la vagina, ya sea por tratarse de la sexualidad, la menstruación, la masturbación, el orgasmo, el parto, la violación o la mutilación genital. Después del estreno, la obra se adaptó para que los monólogos fueran representados por tres actrices.
A lo largo del tiempo y en todas las culturas del mundo, el poder de las mujeres ha estado vinculado a su sexualidad y a su capacidad de dar a luz hijos. Por esto, Ensler considera que la vagina puede ser un instrumento de poder. En la misma entrevista Ensler dijo que el propósito de la obra cambió en 1998 para convertirse en un movimiento en contra de la violencia de género.
En Estados Unidos la popularidad de la obra llegó a tales niveles que en el año 2001 abarrotó, con la actuación de varias artistas famosas, el cupo de 18 000 asientos del Madison Square Garden. El elenco incluyó a la roquera Melissa Etheridge, a la periodista Oprah Winfrey, a la rapera Queen Latifah, a las comediantes Whoopi Goldberg y Margaret Cho y a las actrices Calista Flockhart, Winona Ryder, Jane Fonda, Glenn Close, Teri Hatcher, Marisa Tomei, Brooke Shields y Rosie Pérez.
En México se ha producido desde el 2000, y han participado Patricia Reyes Spíndola, Salma Hayek, Kate del Castillo, Angelica Maria, Susana Zabaleta, Carmen Montejo, María Conchita Alonso, Niurka Marcos, Angelica Vale, Itati Cantoral, Cynthia Klitbo, Rocío Banquells, Ofelia Guilmáin, Lilia Aragón, Luz Maria Aguilar, Laura Flores, Charytín, Maria Rojo, Alicia Machado, Dominika Paleta, Raquel Garza, Bianca Marroquín, Caprice Bourret, Ana María Kamper, Lidia Ávila, Andrea Legarreta, Pilar Boliver, María Inés Guerra, Sissi Fleitas y Claudia Álvarez.
En España fue llevada a escena en el teatro Alfil en 2001 interpretada por Maite Merino, Magda Broto, Ione Irazábal, Paloma Catalán, Fanny Condado, María José Gil y en 2011 tuvo un renacer en formato cabaret con las actuaciones de Marta Belenguer, Ruth Nuñez y Rebeca Walls.  
En Uruguay fue llevada a la escena en 2007 en el Teatro Metro, dirigida por Beatriz Massons, con la participación de las diputadas Beatriz Argimón y Glenda Rondán, las periodistas Mónica Bottero, Fernanda Cabrera, Soledad Ortega y Carolina García, las cantantes Ana Prada, Malena Muyala y Samantha Navarro, la psiquiatra y conductora Natalia Trenchi, además de Teresa Herrera, Alda Novell, Fanny Puyesky, Carolina Cabrera, Paola Penino y Lizzete Uyterhoeven.
En Venezuela ha estado en cartelera durante varias temporadas desde el año 2001, con bastante éxito ya sea en los varios de Caracas en la giras en el interior del país. Durante todos estos años ha sido representada por Beatriz Valdés, Mimi Lazo, Haydée Balza, Eva Moreno, Caridad Canelón, Gledys Ibarra, Tania Sarabia, Fabiola Colmenares, Diana Volpe, Julie Restifo, Eulalia Siso, María Cristina Lozada, Mariaca Semprún, Alba Roversi y Carlota Sosa.
En Suecia, la actriz Kim Anderzon (Guldbagge 1983) ha representado muchas veces este monólogo, entonces bajo el nombre de Vivagina.
La obra ganó un premio Obie, ha sido traducida a más de 45 idiomas y llevada al escenario en casi 120 países. El canal de cable HBO también produjo una serie con Ensler basada en esta obra.

## La obra
Los monólogos de la vagina está formada por un número variable de monólogos leídos por un número de mujeres (en un principio, Eve Ensler realizó cada monólogo ella misma, con actuaciones posteriores de tres actrices, y las versiones más recientes con una actriz diferente para cada función).
Cada monólogo de alguna manera se relaciona con la vagina, ya sea a través del sexo, el amor, la violación, la menstruación, la mutilación, la masturbación, el nacimiento, el orgasmo y la variedad de nombres para la vagina, o simplemente como un aspecto físico del cuerpo. Un tema recurrente en toda la pieza es la vagina como un instrumento de poder femenino, y la última encarnación de la individualidad. Algunos monólogos son:
- Yo tenía doce años, mi madre me dio una bofetada: un coro que describe el primer periodo menstrual de muchas jóvenes y niñas.
- Mi vagina enojada: en la que una mujer con humor habla acerca de las injusticias forjadas en contra de la vagina, como tampones, duchas vaginales, y las herramientas utilizadas por los obstetras y ginecólogos.
- Mi vagina era mi pueblo, un monólogo de datos de los testimonios de mujeres bosnias víctimas de campos de violación.
- El pequeño 'Coochie Snorcher' que sí pudo: una mujer narra los recuerdos de experiencias sexuales traumáticas en su infancia y una experiencia sexual autodenominada como "la curación positiva" en su adolescencia con una mujer mayor. En la versión original, dice que sucedió con 13, pero versiones posteriores cambiarían su edad a 16 años. Esta obra en particular ha suscitado numerosas controversias y críticas debido a su contenido (véase más adelante).
- Reivindicación del coño, una obra narrada por una mujer que pone de manifiesto que la palabra "coño" en sí es una palabra muy bonita a pesar de sus connotaciones desconcertantes.
- La mujer que amaba hacer vaginas felices, en el que una trabajadora del sexo para mujeres discute los detalles intrigantes de su carrera y su amor por dar placer a las mujeres. En varias representaciones suele aparecer al final de la obra, culminando, literalmente, con una manifestación vocal de un "orgasmo triple".
- Debido a que a él le gustaba mirarla: una mujer describe cómo pensaba que su zona púbica era fea y se avergonzaba de pensar en ella, pero cambió de opinión debido a una experiencia sexual con un hombre llamado Bob al que le gustaba pasar horas mirándola.
- Yo estuve allí, en la habitación: un monólogo en el que Eve Ensler describe el nacimiento de su nieta.

## Críticas
En 2000, Robert Swope, colaborador conservador de un periódico de la Universidad de Georgetown, The Hoya, escribió un artículo crítico sobre la obra. Sugirió que había una contradicción entre la promoción de la concienciación sobre la violación del V-Day y el monólogo El pequeño 'coochie snorcher' que sí pudo, en el que una mujer adulta recuerda cómo le dieron alcohol y la sometieron a estupro con trece años por parte de un hombre de veinticuatro. Informa que fue una experiencia positiva y sanadora, y el segmento finaliza informando que fue "una buena violación".
La protesta de los seguidores de la obra provocó que Swope fuera despedido del personal de The Hoya, antes incluso de que se representara la pieza. Swope había criticado previamente la obra completa en un artículo titulado: "Centro de Mujeres de Georgetown ¿activo indispensable o gasto superfluo?". Su despido recibió amplia cobertura editorial en numerosos periódicos y revistas.  La controversia llevó a que en 2008 se modificara el guion cambiando la edad de la víctima de estupro de trece a dieciséis años y eliminando la línea "una buena violación".

## Actualidad
La producción de Los monólogos de la vagina se ha vuelto el pilar en el que se apoya el proyecto V-day. La V es por San Valentín, "vagina" y "victoria". Por medio del nombre se busca establecer una conexión entre el amor, el respeto a las mujeres y el fin de la violencia contra ellas.
Cada año, entre el 1 de febrero y el 8 de marzo (el Día Internacional de la Mujer), grupos de voluntarios alrededor del mundo llevan al escenario la obra de Ensler para recaudar fondos en ayuda a programas regionales que combaten la violencia contra las mujeres y las niñas, que incluye refugios para víctimas de violencia doméstica y centros de apoyo para víctimas de violación.